# Nubiska språk
Nubiska språk är en grupp östsudanesiska språk som hör till de nilo-sahariska språken. Nubiska språken talas i Egypten och Sudan.
De flesta nubiska språk saknar alfabet men tre förslag finns på att införa ett skriftspråk genom att använda något av antingen det arabiska, det latinska eller det gamla nubiska alfabetet. Sedan 1950-talet har alla tre alfabet använts i uppslagsverk och läroböcker.
Enligt Glottolog finns det 13 språk i gruppen:
- Nobiin-nubiska
  - Nobiin
  - Fornnubiska
- Väst-centrala nubiska
  - Centralnubiska
    - Birked
    - Kenuzi-dongola
      - Kenuzi
      - Dongola

    - Kordofan-nubiska
      - Kordofan-nubiska (östlig)
        - Dair
        - Kadaru
        - Uncunwee

      - Kordofan-nubiska (västlig)
        - Dilling
        - El hugeirat
        - Karko
        - Wali

      - Haraza

  - Midob